# リキシセナチド
リキシセナチド(lixisenatide)とはサノフィがZealand Pharma A/S（デンマーク・コペンハーゲン、www.zealandpharma.com ）からライセンスを取得したGLP-1（グルカゴン様ペプチド-1）受容体作動薬であり、2型糖尿病を対象とした治療に関して研究が進められ、2013年6月28日に承認を取得し、2013年9月17日に発売された。臨床試験で悪性腫瘍の増加が懸念された他、動物実験においても催奇形性が観察された。

## 化学的特徴
リキシセナチドの化学名は「des-38-proline-exendin-4-(1–39)-peptidylpenta-L-lysyl-L-lysinamide」であり、exendin-4（アメリカドクトカゲ（Heloderma suspectum）が唾液から分泌する毒物ペプチドで、39個のアミノ酸配列からなる。）から38位のプロリンを除き、末尾に6つのリシンを付加したものである。

以下にアミノ酸配列を示す。
H–His–Gly–Glu–Gly–Thr–Phe–Thr–Ser–Asp–Leu–Ser–Lys–Gln–Met–Glu–Glu–Glu–Ala–Val–Arg–Leu–Phe–Ile–Glu–Trp–Leu–Lys–Asn–Gly–Gly–Pro–Ser–Ser–Gly–Ala–Pro–Pro–Ser–Lys–Lys–Lys–Lys–Lys–Lys–NH2